# Karl Fabel
Karl Fabel (Pseudonym: Gazzarro; * 20. Oktober 1905 in Hamburg; † 3. März 1975 in Pischertshofen) war ein deutscher Schachkomponist und -autor.

## Leben
Fabel studierte Jura und Chemie. In Chemie erwarb er 1930 einen Doktorgrad an der TH Braunschweig. Er arbeitete zunächst als Richter im Patentwesen, später war er in München Senatspräsident des Deutschen Patentamtes.

## Schachkomposition
Fabel befasste sich ab 1930 intensiver mit der Schachkomposition und komponierte etwa 1250 Schachaufgaben, darunter Miniaturen, Retroaufgaben und langzügige Matts. Viele seiner Probleme wurden in die FIDE-Alben aufgenommen. Auch Probleme aus dem Bereich „Schach und Mathematik“ fanden sein Interesse. Fabel war kein Turnierspieler.
Er engagierte sich als Funktionär bei der Vereinigung Schwalbe. Die FIDE ernannte ihn 1964 zum Internationalen Schiedsrichter für Schachkomposition und 1967 zum Internationalen Meister für Schachkompositionen.

## Zwei Beispiele

### Matt in 182 Zügen
|   | a | b | c | d | e | f | g | h |   |
| 8 |   |   |   |   |   |   |   |   | 8 |
| 7 |   |   |   |   |   |   |   |   | 7 |
| 6 |   |   |   |   |   |   |   |   | 6 |
| 5 |   |   |   |   |   |   |   |   | 5 |
| 4 |   |   |   |   |   |   |   |   | 4 |
| 3 |   |   |   |   |   |   |   |   | 3 |
| 2 |   |   |   |   |   |   |   |   | 2 |
| 1 |   |   |   |   |   |   |   |   | 1 |
|   | a | b | c | d | e | f | g | h |   |

In obiger Stellung ist Weiß am Zug.
Schwarz steckt in einer Zwickmühle. Ist er am Zug, so kann er mit keiner Figur am Königsflügel lautlos ziehen, ohne unmittelbar nach spätestens zwei Zügen mattgesetzt zu werden. Um nicht gleich mattgesetzt zu werden, kann er nur Bauernzüge machen, mit dem schwarzfeldrigen Läufer Wartezüge machen oder, sofern möglich, Schach bieten. Weiß kann mit Königsmanövern, die seinem Gegner kein Schach zulassen, Schwarz in Zugzwang bringen, sodass kein Wartezug mit dem Läufer ohne Läuferverlust für Schwarz mehr möglich ist. Schwarz muss also all seine Bauernzüge aufbrauchen. Schlägt Schwarz den Bauern g3, so schlägt der Springer mit Schachgebot zurück. Zieht dann der schwarze König nach g1, so hüpft der Springer zurück nach e2, worauf der schwarze König wieder nach h1 ziehen muss. Steht der weiße König auf c8 und hat Schwarz alle Königsflügelbauern verloren, so muss er, wenn er das Matt möglichst lange hinauszögern möchte, seinen Abwarteläufer auf b8 opfern und anschließend mit einer Figur am Königsflügel ziehen. Darauf wird er nach zwei Zügen mattgesetzt.
Es sei M17 (bzw. M19) das Manöver Kd8–e7-(f8–g7)-f6–e5–d4–c3–b4–a4–a3–b4–c3–d4–e5–f6–e7–d8–c8 und m11 das Manöver Kd8–e7–f8–g7–h8–h7–g7–f8–e7–d8–c8.

Für Schwarz bieten sich die folgenden zwei Varianten an.
1. Variante (164 Züge): M19, g5; M17, h6; M17, h5; M17, h4; M17, hxg; Sxg, Kg; Se2, Kh; M17, g3; Sxg, Kg; Se2, Kh; M17, g4; M17, g3; Sxg, Kg; Se2, Kh; M17, Lb; KxL, Lf3; TxS, Kg2; Se3
2. Variante (182 Züge): M19, h6 (wobei Schwarz während des weißen Manövers seinen Bauern g7 nicht stehen lässt, also Kd8, Lb; Ke7, g5; Kf8, g6; …); m11, h5; m11, h4; m11, gxh; Sxg, Kg; Se2, Kh; M17, g3; Sxg, Kg; Se2, Kh; M17, g4; M17, g3; Sxg, Kg; Se2, Kh; M17, g5; M17, g4; M17, g3; Sxg, Kg; Se2, Kh; M17, Lb; KxL, Lf3; TxS, Kg2; Se3

### Matt vermeiden
|   | a | b | c | d | e | f | g | h |   |
| 8 |   |   |   |   |   |   |   |   | 8 |
| 7 |   |   |   |   |   |   |   |   | 7 |
| 6 |   |   |   |   |   |   |   |   | 6 |
| 5 |   |   |   |   |   |   |   |   | 5 |
| 4 |   |   |   |   |   |   |   |   | 4 |
| 3 |   |   |   |   |   |   |   |   | 3 |
| 2 |   |   |   |   |   |   |   |   | 2 |
| 1 |   |   |   |   |   |   |   |   | 1 |
|   | a | b | c | d | e | f | g | h |   |

In obiger Stellung ist Weiß am Zug. Mit welchem Zug wird Schwarz nicht unmittelbar matt gesetzt?
Lösung: 1. Tc6+ Txh7

## Werke
Fabels Veröffentlichungen befassten sich oft sowohl mit Schachproblemen als auch mit mathematischen Fragestellungen auf dem Schachbrett, etwa mit dem Damenproblem oder mit Springerwanderungen. Aus wie vielen Zügen kann eine Schachpartie maximal bestehen, wenn man die 50-Züge-Regel berücksichtigt? Einige Bücher gehen auch in die Bereiche Schachunterhaltung und -kuriositäten und gehören zur Standardliteratur:
- Kleinkunst, Franz Palatz, Wilhelm Massman, Karl Fabel, 1943, Neuauflage 1963 mit Werner Speckmann
- Am Rande des Schachbretts, Karl Fabel, 1947
- Einiges über Schachaufgaben, Karl Fabel, 1950
- Rund um das Schachbrett – Amüsantes und Interessantes vom Schach, Karl Fabel, Walter De Gruyter & Co, Berlin, 1955
- Kurioses Schach, Karl Fabel, Walter-Rau-Verlag, 1960
- Schach und Zahl – Unterhaltsame Schachmathematik, Eero Bonsdorff, Karl Fabel, Olavi Riihimaa, Walter Rau Verlag, Düsseldorf 1966
- Schach ohne Grenzen, C. E. Kemp, Karl Fabel, Walter Rau Verlag, Düsseldorf, 1969
- Einführung in das Problemschach, Karl Fabel, Schachverlag Rudi Schmaus, Heidelberg 1976